# Morano Calabro
Morano Calabro  (på latin Moranum) är en kommun i provinsen Cosenza, i regionen Kalabrien i Italien. Kommunen hade 4 343 invånare (2018) och gränsar till kommunerna Castrovillari, Mormanno, Rotonda, San Basile, Saracena, Terranova di Pollino samt Viggianello.